# Wolfgang Zdral
Wolfgang Zdral (Nürnberg, 1958–) német író, újságíró.

## Élete
Zdral közgazdaságtant, politikatudományt és kommunikációt tanult a müncheni egyetemen.
Számos közgazdasági műve mellett sikeres krimiket is írt. 2002-ben megjelent Hitlerről szóló, Kik finanszírozták Adolf Hitler hatalomra jutását című könyve, amely gazdasági szempontból vizsgálja a Hitler-jelenséget.

## Könyvei
- Spekulieren wie die Profis. Econ, 2000, ISBN 3430199352
- Erfolgreich investieren am Neuen Markt. Das Praxisbuch für Einsteiger. Econ, 2000, ISBN 3430199336
- Arbeit... Auszeit... Ausstieg. Econ, 2002, ISBN 3430199921
- Der finanzierte Aufstieg des Adolf H. Ueberreuter, 2002, ISBN 978-3-8000-3890-9
- Die Lederhosen AG. Was Sie schon immer über den FC Bayern wissen wollten. Econ, 2004, ISBN 3430199360
- Die Hitlers. Die unbekannte Familie des Führers. Campus Verlag, Frankfurt 2005, ISBN 3593374579
- Tartufo. Roman, Pendo Verlag, 2007, ISBN 3866121318
- Tartufo Mortale. Roman, Pendo Verlag, 2008, ISBN 3866121792

## Magyarul
- A Hitlerek. A Führer ismeretlen családja; ford. Kajtár Mária; Szó, Bp., 2009

## Filmje
- A Hitlerek. Családtörténet. Dokumentumfilm 2005 für ARD und ORF, ca. 45 Minuten Spieldauer, als DVD 2006, EAN 0828767697499